# 新田龍
新田 龍（にった りょう、1976年 - ）は、日本の人事コンサルタント、自称ブラック企業アナリスト。株式会社ヴィベアータ代表取締役。

## 来歴
奈良県五條市生まれ。早稲田高等学校を経て、早稲田大学政治経済学部経済学科に入学。在学中に一度起業。
1999年、グッドウィル・グループ株式会社 入社。2001年、株式会社インテリジェンス 入社。
2005年、フリーのコンサルタント、研修講師、人材紹介業務。　　
2007年、キャリア教育プロデュース会社「株式会社ヴィベアータ」を、2009年に新卒採用シンクタンク「株式会社就活総合研究所」を設立。人事、教育のコンサルティングを展開。
2017年11月、2015年に「ビジネスジャーナル」（以下「BJ」）へ虚偽の内容を投稿した名誉毀損容疑で警視庁玉川警察署から書類送検された（不起訴処分。BJの当該記事は削除済み）。

## 著書
- 『初対面の3分で誰とでも仲良くなれる本』
- 『就活の鉄則！有名企業より優良企業を選びなさい！』
- 『人生を無駄にしない会社の選び方』
- 『ワタミの失敗 「善意の会社」がブラック企業と呼ばれた構造』

## インターネット
- ブラック企業アナリスト 新田龍のブラック事件簿（wallop）[3]